# Llista d'asteroides/183601-183700
| Nom      | Designació provisional | Data de descobriment   | Lloc de descobriment | Descobridor/s |
| -------- | ---------------------- | ---------------------- | -------------------- | ------------- |
| 183601 - | 2003 UX57              | 16 d'octubre de 2003   | Kitt Peak            | Spacewatch    |
| 183602 - | 2003 UQ62              | 16 d'octubre de 2003   | Anderson Mesa        | LONEOS        |
| 183603 - | 2003 UO73              | 19 d'octubre de 2003   | Kitt Peak            | Spacewatch    |
| 183604 - | 2003 UK93              | 17 d'octubre de 2003   | Kitt Peak            | Spacewatch    |
| 183605 - | 2003 UW93              | 18 d'octubre de 2003   | Kitt Peak            | Spacewatch    |
| 183606 - | 2003 UP102             | 20 d'octubre de 2003   | Palomar              | NEAT          |
| 183607 - | 2003 UW103             | 20 d'octubre de 2003   | Palomar              | NEAT          |
| 183608 - | 2003 UV135             | 21 d'octubre de 2003   | Palomar              | NEAT          |
| 183609 - | 2003 UV160             | 21 d'octubre de 2003   | Kitt Peak            | Spacewatch    |
| 183610 - | 2003 UL161             | 21 d'octubre de 2003   | Anderson Mesa        | LONEOS        |
| 183611 - | 2003 UH175             | 21 d'octubre de 2003   | Anderson Mesa        | LONEOS        |
| 183612 - | 2003 UG179             | 21 d'octubre de 2003   | Socorro              | LINEAR        |
| 183613 - | 2003 UP201             | 21 d'octubre de 2003   | Socorro              | LINEAR        |
| 183614 - | 2003 UJ203             | 21 d'octubre de 2003   | Kitt Peak            | Spacewatch    |
| 183615 - | 2003 UE204             | 21 d'octubre de 2003   | Kitt Peak            | Spacewatch    |
| 183616 - | 2003 UG213             | 23 d'octubre de 2003   | Haleakala            | NEAT          |
| 183617 - | 2003 UF218             | 21 d'octubre de 2003   | Socorro              | LINEAR        |
| 183618 - | 2003 US221             | 22 d'octubre de 2003   | Kitt Peak            | Spacewatch    |
| 183619 - | 2003 UT229             | 23 d'octubre de 2003   | Anderson Mesa        | LONEOS        |
| 183620 - | 2003 UQ236             | 23 d'octubre de 2003   | Anderson Mesa        | LONEOS        |
| 183621 - | 2003 UJ242             | 24 d'octubre de 2003   | Socorro              | LINEAR        |
| 183622 - | 2003 UO245             | 24 d'octubre de 2003   | Socorro              | LINEAR        |
| 183623 - | 2003 UE260             | 25 d'octubre de 2003   | Socorro              | LINEAR        |
| 183624 - | 2003 UG260             | 25 d'octubre de 2003   | Socorro              | LINEAR        |
| 183625 - | 2003 UZ263             | 27 d'octubre de 2003   | Kitt Peak            | Spacewatch    |
| 183626 - | 2003 UQ267             | 28 d'octubre de 2003   | Socorro              | LINEAR        |
| 183627 - | 2003 UM274             | 30 d'octubre de 2003   | Socorro              | LINEAR        |
| 183628 - | 2003 UR307             | 18 d'octubre de 2003   | Anderson Mesa        | LONEOS        |
| 183629 - | 2003 UF308             | 19 d'octubre de 2003   | Kitt Peak            | Spacewatch    |
| 183630 - | 2003 US356             | 19 d'octubre de 2003   | Kitt Peak            | Spacewatch    |
| 183631 - | 2003 UH375             | 22 d'octubre de 2003   | Apache Point         | SDSS          |
| 183632 - | 2003 UB383             | 22 d'octubre de 2003   | Apache Point         | SDSS          |
| 183633 - | 2003 US402             | 23 d'octubre de 2003   | Apache Point         | SDSS          |
| 183634 - | 2003 US403             | 23 d'octubre de 2003   | Apache Point         | SDSS          |
| 183635 - | 2003 UF413             | 24 d'octubre de 2003   | Apache Point         | SDSS          |
| 183636 - | 2003 VV                | 5 de novembre de 2003  | Socorro              | LINEAR        |
| 183637 - | 2003 VW8               | 15 de novembre de 2003 | Kitt Peak            | Spacewatch    |
| 183638 - | 2003 WC24              | 19 de novembre de 2003 | Kitt Peak            | Spacewatch    |
| 183639 - | 2003 WO24              | 20 de novembre de 2003 | Socorro              | LINEAR        |
| 183640 - | 2003 WR35              | 19 de novembre de 2003 | Socorro              | LINEAR        |
| 183641 - | 2003 WU45              | 16 de novembre de 2003 | Kitt Peak            | Spacewatch    |
| 183642 - | 2003 WA55              | 20 de novembre de 2003 | Socorro              | LINEAR        |
| 183643 - | 2003 WF56              | 20 de novembre de 2003 | Socorro              | LINEAR        |
| 183644 - | 2003 WX59              | 18 de novembre de 2003 | Kitt Peak            | Spacewatch    |
| 183645 - | 2003 WP60              | 18 de novembre de 2003 | Palomar              | NEAT          |
| 183646 - | 2003 WR63              | 19 de novembre de 2003 | Kitt Peak            | Spacewatch    |
| 183647 - | 2003 WU63              | 19 de novembre de 2003 | Kitt Peak            | Spacewatch    |
| 183648 - | 2003 WY66              | 19 de novembre de 2003 | Kitt Peak            | Spacewatch    |
| 183649 - | 2003 WX67              | 19 de novembre de 2003 | Kitt Peak            | Spacewatch    |
| 183650 - | 2003 WG75              | 18 de novembre de 2003 | Kitt Peak            | Spacewatch    |
| 183651 - | 2003 WP89              | 16 de novembre de 2003 | Catalina             | CSS           |
| 183652 - | 2003 WL91              | 18 de novembre de 2003 | Kitt Peak            | Spacewatch    |
| 183653 - | 2003 WK93              | 19 de novembre de 2003 | Anderson Mesa        | LONEOS        |
| 183654 - | 2003 WL94              | 19 de novembre de 2003 | Anderson Mesa        | LONEOS        |
| 183655 - | 2003 WO102             | 21 de novembre de 2003 | Socorro              | LINEAR        |
| 183656 - | 2003 WX108             | 20 de novembre de 2003 | Socorro              | LINEAR        |
| 183657 - | 2003 WX115             | 20 de novembre de 2003 | Socorro              | LINEAR        |
| 183658 - | 2003 WN117             | 20 de novembre de 2003 | Socorro              | LINEAR        |
| 183659 - | 2003 WA120             | 20 de novembre de 2003 | Socorro              | LINEAR        |
| 183660 - | 2003 WL120             | 20 de novembre de 2003 | Socorro              | LINEAR        |
| 183661 - | 2003 WG123             | 20 de novembre de 2003 | Socorro              | LINEAR        |
| 183662 - | 2003 WN126             | 20 de novembre de 2003 | Socorro              | LINEAR        |
| 183663 - | 2003 WR130             | 21 de novembre de 2003 | Socorro              | LINEAR        |
| 183664 - | 2003 WC131             | 21 de novembre de 2003 | Kitt Peak            | Spacewatch    |
| 183665 - | 2003 WR131             | 21 de novembre de 2003 | Palomar              | NEAT          |
| 183666 - | 2003 WL133             | 21 de novembre de 2003 | Socorro              | LINEAR        |
| 183667 - | 2003 WQ133             | 21 de novembre de 2003 | Socorro              | LINEAR        |
| 183668 - | 2003 WM134             | 21 de novembre de 2003 | Socorro              | LINEAR        |
| 183669 - | 2003 WX135             | 21 de novembre de 2003 | Socorro              | LINEAR        |
| 183670 - | 2003 WG138             | 21 de novembre de 2003 | Socorro              | LINEAR        |
| 183671 - | 2003 WO145             | 21 de novembre de 2003 | Socorro              | LINEAR        |
| 183672 - | 2003 WN150             | 24 de novembre de 2003 | Anderson Mesa        | LONEOS        |
| 183673 - | 2003 WO192             | 21 de novembre de 2003 | Socorro              | LINEAR        |
| 183674 - | 2003 XG3               | 1 de desembre de 2003  | Socorro              | LINEAR        |
| 183675 - | 2003 XU14              | 13 de desembre de 2003 | Socorro              | LINEAR        |
| 183676 - | 2003 XB17              | 14 de desembre de 2003 | Palomar              | NEAT          |
| 183677 - | 2003 XJ27              | 1 de desembre de 2003  | Socorro              | LINEAR        |
| 183678 - | 2003 XV31              | 1 de desembre de 2003  | Kitt Peak            | Spacewatch    |
| 183679 - | 2003 XJ37              | 3 de desembre de 2003  | Socorro              | LINEAR        |
| 183680 - | 2003 XR40              | 14 de desembre de 2003 | Kitt Peak            | Spacewatch    |
| 183681 - | 2003 YO                | 16 de desembre de 2003 | Anderson Mesa        | LONEOS        |
| 183682 - | 2003 YH2               | 18 de desembre de 2003 | Socorro              | LINEAR        |
| 183683 - | 2003 YW6               | 17 de desembre de 2003 | Socorro              | LINEAR        |
| 183684 - | 2003 YE9               | 16 de desembre de 2003 | Kitt Peak            | Spacewatch    |
| 183685 - | 2003 YT11              | 17 de desembre de 2003 | Socorro              | LINEAR        |
| 183686 - | 2003 YX13              | 17 de desembre de 2003 | Catalina             | CSS           |
| 183687 - | 2003 YX14              | 17 de desembre de 2003 | Socorro              | LINEAR        |
| 183688 - | 2003 YU16              | 17 de desembre de 2003 | Kitt Peak            | Spacewatch    |
| 183689 - | 2003 YV17              | 16 de desembre de 2003 | Catalina             | CSS           |
| 183690 - | 2003 YQ22              | 18 de desembre de 2003 | Socorro              | LINEAR        |
| 183691 - | 2003 YZ24              | 18 de desembre de 2003 | Socorro              | LINEAR        |
| 183692 - | 2003 YP25              | 18 de desembre de 2003 | Socorro              | LINEAR        |
| 183693 - | 2003 YX28              | 17 de desembre de 2003 | Kitt Peak            | Spacewatch    |
| 183694 - | 2003 YQ29              | 17 de desembre de 2003 | Kitt Peak            | Spacewatch    |
| 183695 - | 2003 YF31              | 18 de desembre de 2003 | Socorro              | LINEAR        |
| 183696 - | 2003 YO31              | 18 de desembre de 2003 | Socorro              | LINEAR        |
| 183697 - | 2003 YA32              | 18 de desembre de 2003 | Kitt Peak            | Spacewatch    |
| 183698 - | 2003 YM32              | 18 de desembre de 2003 | Haleakala            | NEAT          |
| 183699 - | 2003 YO32              | 18 de desembre de 2003 | Haleakala            | NEAT          |
| 183700 - | 2003 YK36              | 18 de desembre de 2003 | Socorro              | LINEAR        |